# 紀元前754年
紀元前754年（きげんぜん754ねん）は、西暦による年。

## 他の紀年法
- 干支 : 丁亥
- 中国
  - 周 - 平王17年
  - 魯 - 恵公15年
  - 斉 - 荘公贖41年
  - 晋 - 文侯27年
  - 秦 - 文公12年
  - 楚 - 蚡冒4年
  - 宋 - 武公12年
  - 衛 - 荘公揚4年
  - 陳 - 文公元年
  - 蔡 - 戴侯6年
  - 曹 - 桓公3年
  - 鄭 - 武公17年
  - 燕 - 鄭侯11年
- 朝鮮
  - 檀紀1580年
- ユダヤ暦 : 3007年 - 3008年